# Palau Bassols
|  | No s'ha de confondre amb Palau Mercader o Palau dels Mercader. |

El Palau Bassols, també conegut com a Palau Mercaders, és un conjunt arquitectònic situat al carrer dels Mercaders i la plaça i el carrer de les Beates de Barcelona, catalogat com a bé cultural d'interès local.

## Història
El 1692, el botiguer de teles Francesc Bassols i Riera (†1701) va adquirir al ciutadà honrat Francesc Guinart i Portell una propietat als carrers de la Portella de Sant Joan (actualment dels Mercaders) i de les Beates. En aquesta època es va construir el palau, organitzat al voltant d'un gran pati central amb una escala monumental, a més d'un ampli jardí elevat a l'alçada del pis principal. Aquesta distribució es mantingué sense canvis fins a mitjans del segle xix, quan una part de l'edifici posterior fou coberta.
Casat el 1669 amb Gertrudis Rafart i Martí, Francesc Bassols i Riera fou succeït pel seu fill Francesc Bassols i Rafart (1672-1714), també botiguer de teles i destacat austriacista, que participà en la defensa del baluard del Portal Nou a la matinada de l'11 de setembre del 1714, i morí poc després en el contraatac del convent de Sant Agustí. Els seus béns foren segrestats durant la llarga postguerra, i foren heretats pel seu fill, el jurista Joaquim de Bassols i Colomer (1707-1796). El 1786, aquest va adquirir a Marià Font una altra casa al carrer de les Beates, que el 1787 va fer reedificar, i entre 1788 i 1796 ell i el seu fill Jaume de Bassols i de Duran hi van realitzar diverses reformes (reorganització de les obertures, addició d'un pis, etc.). La propietat va ser heretada successivament per Jaume de Bassols i de Maranyosa (1791-1840) i Ignasi de Bassols i de Foixà, que ofegat pels deutes, el 1848 la va vendre per 40.000 lliures a Antònia de Bacardí i Cuyàs, germana de Ramon de Bacardí i Cuyàs.
El 1863 hi havia a l'edifici del carrer de les Beates la confitera de Llorenç Peri, succeïda uns anys més tard per la fàbrica de dolços de Musté i Daroca, que el 1871 es van presentar a l'exposició inaugural del nou edifici de la Universitat. Aquell mateix any van demanar permís per a instal·lar-hi una màquina de vapor, i a la guia Barcelona en la mano (1895) s'anunciaven com a «Gran Fábrica de Dulces á Vapor de Musté y Daroca. 5, Plaza Beatas, 5. Barcelona. Premiados en varias exposiciones. Especialidad en grageas, peladillas, confituras y turrones de todas clases, etc., etc. Expedición a provincias y ultramar. Ventas al por mayor y detall.» La fàbrica encara continuava en funcionament a mitjans del segle xx, si bé dividida en dos negocis separats, un de caramels a nom de Joan Iglesias, i un altre de torrons a nom de Fill de Manuel Soler. Des del 2009 allotja la Casa dels Entremesos.
L'edifici del carrer dels Mercaders va acollir l'Ateneu Català de la Classe Obrera, també anomenat Centro Federal de las Sociedades Obreras. A principis del segle xx s'hi va instal·lar la fàbrica de calçat de Joan Majó i Cia, moguda per electricitat i que encara funcionava a mitjans de segle. Des del 2009 allotja el Cercle Artístic de Sant Lluc.

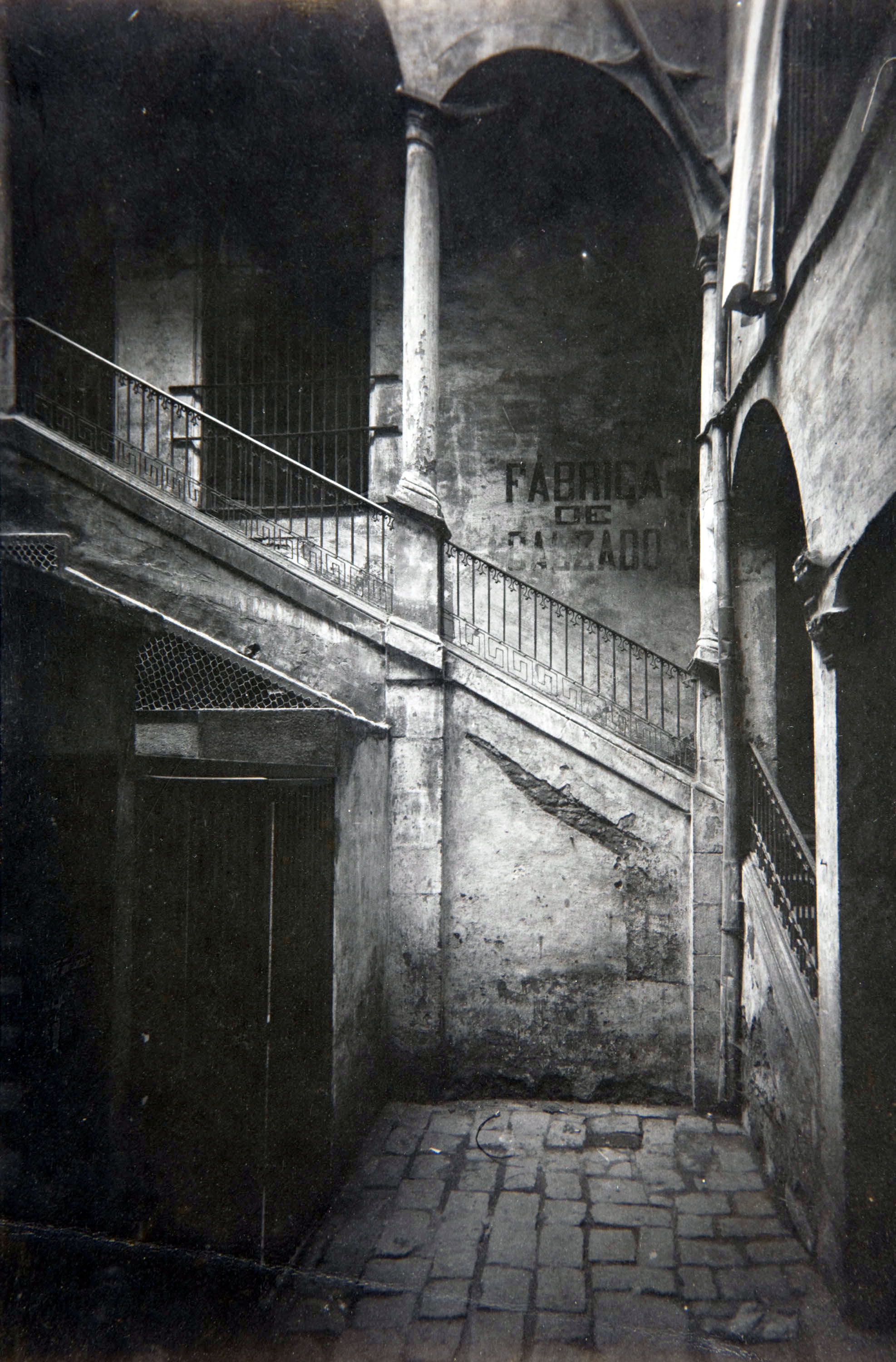
El pati el 1908

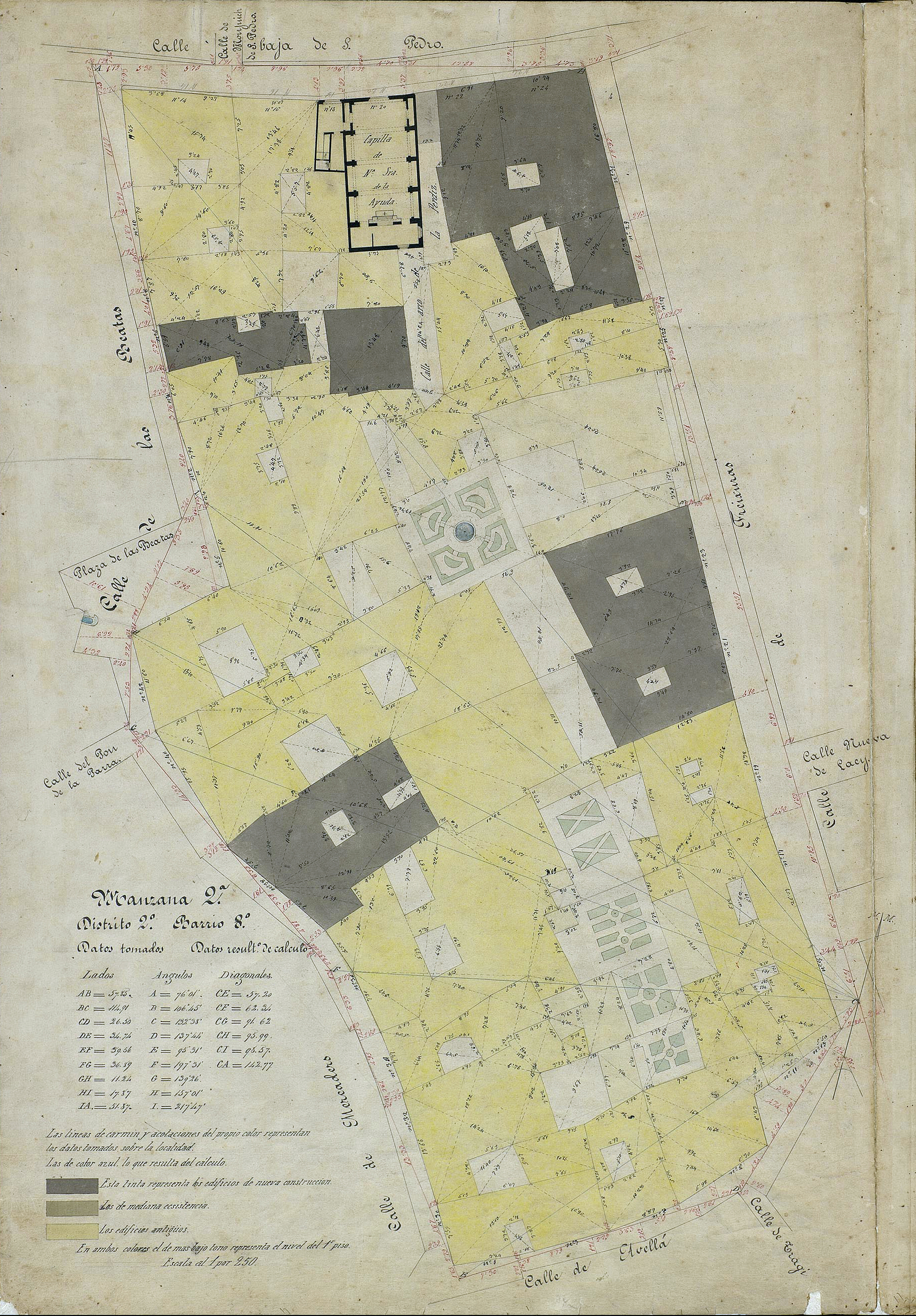
Quarteró núm. 29a de Garriga i Roca (c. 1860)

## Descripció
Es tracta de dos edificis perfectament diferenciats tot i que formen part de la mateixa parcel·la, que té una superfície de 1.017 m².
L'edifici situat al carrer Mercaders, 42 i la plaça de les Beates és un palau de grans proporcions, amb planta baixa, planta noble i dos pisos. Les dues façanes tenen tot el parament de carreus, amb finestres enreixades a la planta baixa, balcons a la primera planta i de nou finestres a la planta superior. Els balcons, amb baranes de ferro forjat, són de llosana de pedra motllurada i s'emmarquen amb carreus i una gran llinda. També és de pedra la cantonera, lleugerament arrodonida. Als baixos s'obre una amplíssima porta d'arc escarser per a carrosses, que dona pas a un vestíbul rectangular que per mitjà d'un ampli arc escarser que accedeix al patí central on es troben diverses dependències. També en aquest pati comença una escala amb un primer tram orientat al nord i un segon a l'oest, que permet accedir a la planta noble. Aquesta escala està coberta amb un pòrtic d'arcs rampants sobre columnes toscanes de capitells i bases paral·leles a la barana ascendent. Sobrepassant aquesta planta noble, i a la mateixa alçada, es pot accedir a un pati interior.
L'edifici situat al carrer de les Beates, 2 és un casalot del segle xviii de planta baixa i tres pisos. La façana mostra cinc eixos verticals d'obertures: als baixos, portals de llinda plana tots iguals, un ocupat per l'accés a l'escala de veïns, i els balcons dels pisos, amb volada decreixent amb l'alçada. Tota la planta baixa és de pedra, i a les altres, arrebossades, en són el marc de les obertures i la llosana d'alguns balcons, en especial la de la balconada que dona a la plaça de les Beates, l'únic element que marca alguna jerarquia en un frontis de gran homogeneïtat.